# Episodi di Ironside (quarta stagione)
La quarta stagione della serie televisiva Ironside, composta da 26 episodi, è stata trasmessa negli Stati Uniti dal canale NBC dal 17 settembre 1970 al 15 aprile 1971.
| nº | Titolo originale                    | Titolo italiano                    | Prima TV USA      | Prima TV Italia |
| -- | ----------------------------------- | ---------------------------------- | ----------------- | --------------- |
| 1  | A Killing Will Occur                | Promessa d'uccidere                | 17 settembre 1970 |                 |
| 2  | No Game for Amateurs                | L'infiltrato                       | 24 settembre 1970 |                 |
| 3  | The Happy Dreams of Hollow Men      | I sogni dei fantasmi               | 1 ottobre 1970    |                 |
| 4  | The People Against Judge McIntire   | Processo a mezzanotte              | 8 ottobre 1970    |                 |
| 5  | Noel's Gonna Fly                    | Un'amara fuga                      | 15 ottobre 1970   |                 |
| 6  | The Lonely Way to Go                | Reo confesso                       | 22 ottobre 1970   |                 |
| 7  | Check, Mate and Murder, Part 1      | Gli scacchi di Van Bassen, parte 1 | 29 ottobre 1970   |                 |
| 8  | Check, Mate and Murder, Part 2      | Gli scacchi di Van Bassen, parte 2 | 5 novembre 1970   |                 |
| 9  | Too Many Victims                    | Una prova inutile                  | 12 novembre 1970  |                 |
| 10 | The Man on the Inside               | La talpa                           | 19 novembre 1970  |                 |
| 11 | Backfire                            | Un amore da ergastolo              | 3 dicembre 1970   |                 |
| 12 | The Laying On of Hands              | Un ragazzo come tutti gli altri    | 10 dicembre 1970  |                 |
| 13 | This Could Blow Your Mind           | Le armi della mente                | 17 dicembre 1970  |                 |
| 14 | Blackout                            | Assalto alla città                 | 31 dicembre 1970  |                 |
| 15 | The Quincunx                        | Un tipo affascinante               | 7 gennaio 1971    |                 |
| 16 | From Hruska with Love               | Da Hruska con amore                | 21 gennaio 1971   |                 |
| 17 | The Target                          | Corsa contro il tempo              | 28 gennaio 1971   |                 |
| 18 | A Killing at the Track              | Brivido all'ippodromo              | 4 febbraio 1971   |                 |
| 19 | Escape                              | Caprio espiatorio                  | 11 febbraio 1971  |                 |
| 20 | Love, Peace, Brotherhood and Murder | La vendetta                        | 18 febbraio 1971  |                 |
| 21 | The Riddle in Room Six              | Ventiquattro ore per la verità     | 25 febbraio 1971  |                 |
| 22 | The Summer Soldier                  | Il soldato d'estate                | 4 marzo 1971      |                 |
| 23 | The Accident                        | Un incidente di troppo             | 11 marzo 1971     |                 |
| 24 | Lesson in Terror                    | Il rapimento                       | 18 marzo 1971     |                 |
| 25 | Grandmother's House                 | I gioielli del presidente          | 1 aprile 1971     |                 |
| 26 | Walls Are Waiting                   | Libertà troppo vigilata            | 15 aprile 1971    |                 |